# Synedoida inepta
Synedoida inepta là một loài bướm đêm trong họ Erebidae.